# 兄弟工業
兄弟工業株式會社（Brother Industries, Ltd.）（東證1部：6448）是一家多元化經營的日本公司，生產各種各樣的產品，包括印表機、縫紉機、大型機床、標籤打印機和打字機、傳真機、電腦和其他相關電子產品。

## 歷史

### 成立
安井兼吉於1908年建立安井縫紉機公司，專營銷售及維修縫紉機。而安井兼吉正是兄弟工業創辦人的父親。安井兼吉的大兒子安井正義由九歲起協助父親打理生意，17歲時便到了大阪當學徒。當時大阪正是日本縫紉機業發展的中心。安井縫紉機於1928年生產日本自製的縫紉機，這是首台鏈形縫紉機，也是首台以「兄弟牌」行銷的產品。

### 發展
1941年，兄弟縫紉機銷售有限公司成立， 在日本開拓銷售網絡。 1947年，在 日本政府要求下，兄弟開始出口家用縫紉機到 上海。1954年建立了兄弟國際企業。1954年於紐約建立銷售總部，當時美國銷售部門希望生產手提打字機，稱這產品將會越來越受美國人歡迎。後來兄弟研發出來的手提打字機便出口美國。直到1971年，兄弟產品20種語言的打字機，並行銷全球110個國家。這使打字機成為縫紉機之外的兄弟產品。 1958年在愛爾頓建立歐洲生產基地。1961年於日本的總部大廈落成，並於1962年由「日本縫紉機株式會社」改名為「兄弟工業株式會社」。1963年，兄弟在東京證券交易所，名古屋證券交易所和大阪證券交易所股票上市。1971年，兄弟開發高速點陣式打印機。1987年，日本電信電話和兄弟共同開發傳真機。之後，兄弟在美國的傳真機市場連續七年佔有率排名第一（1994年—2000年）。不過，近年來佳能、惠普的傳真機漸漸剝奪兄弟的傳真機市場。2003年多功能噴墨打印機My Mio發布。在2010年結合傳真機，且市場佔有率排名第一。

## 主要產品

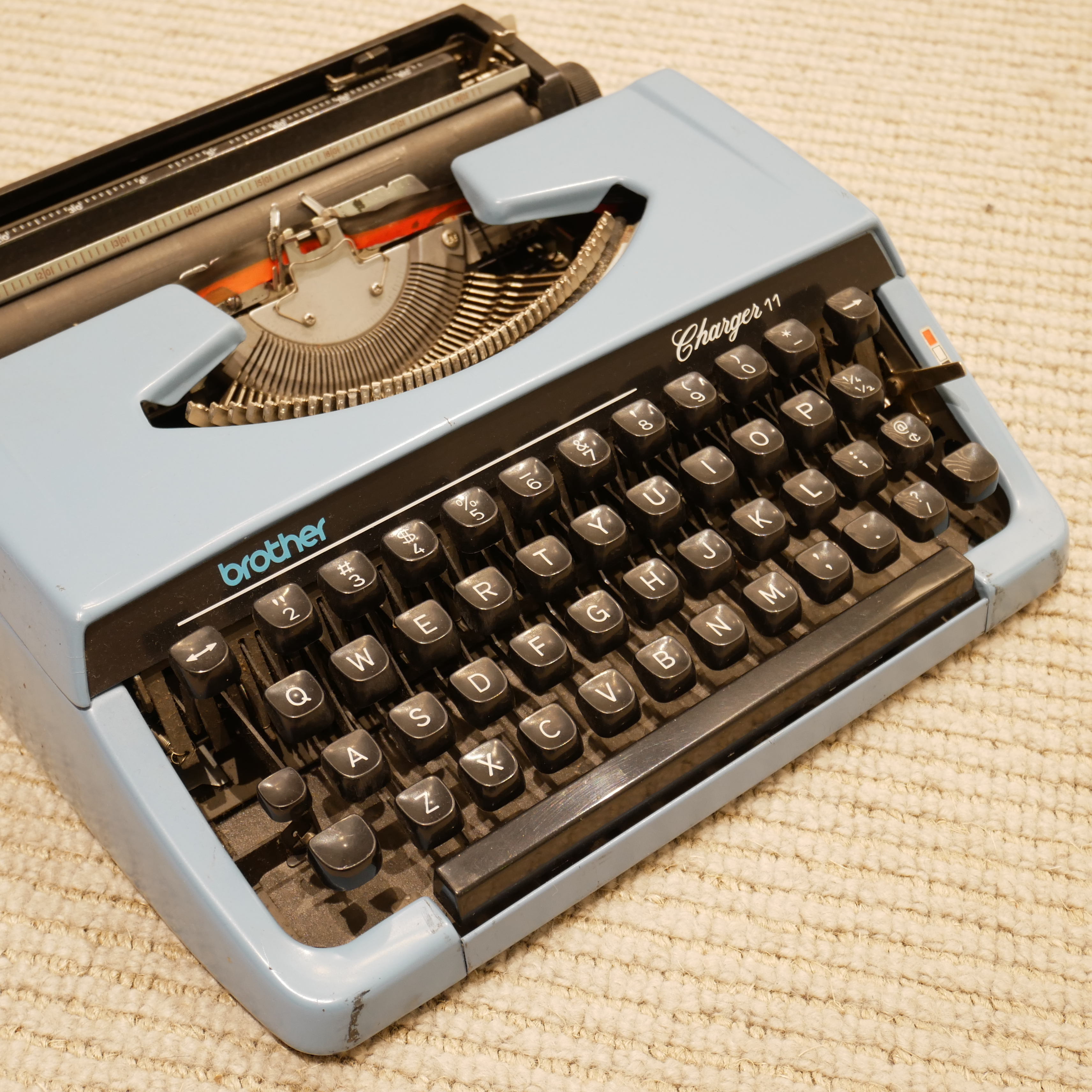
打字機

註：以下英文乃日語羅馬字。

### 縫紉機
- 家用縫紉機
  - Inovisushirizu （普通縫紉，繡花縫紉機）
  - 專業縫紉機
- 工業縫紉機

### 傳真
- Komyushe

### 打印機
- My Mio（噴墨打印機、多功能一體機）
- Jasutio系列（激光打印機，多功能皮革，A3彩色多功能一體機）
- Pitatchi系列（標籤打印機作家的標籤）
- 移動打印機
- Gamentopurinta
- IC標籤打印機

### 原子印製造器
- Stampcreator系列

### 其他
- 兄弟PDA
- 內容分發系統 Einy
- 鑽孔攻牙機

## 附屬公司
兄弟的附屬公司包括：
- 兄弟國際公司
- 兄弟銷售有限公司
- 兄弟房地產
- XING INC.〈株式会社エクシング〉
- 日生有限公司
- 昭和精機有限公司

等。

## 研究和生產基地

### 日本
- 瑞穗廠（名古屋瑞穗區）
- 星崎工廠（名古屋南區）
- 港口工廠（名古屋港區）
- 桃園廠（名古屋瑞穗區）
- 刈谷廠（愛知縣刈谷市）
- 技術開發中心（名古屋瑞穗區）
- 物流中心（名古屋南區）

### 海外辦事處
- 台灣
- 香港~兄弟國際﹙香港﹚有限公司辦事處曾經位於尖沙咀海洋中心現在位於葵芳新都會廣場 }}
- 新加坡
- 菲律賓
- 杜拜
- 澳洲
- 南韓
- 法國
- 加拿大
- 墨西哥
- 德國
- 越南
- 馬來西亞
- 中國大陆
- 越南
- 英國
- 斯洛伐克
- 美國

## 軼事
多功能噴墨打印機My Mio的首個系列「Souchikakunin 41」由於打印頭或電源電路的缺陷而不能打印，需要返厂維修。
兄弟的打印機利用傳感器估計墨盒可能是空。「空墨盒」必須更換才可以繼續打印，即使打印时不需要用到那个顏色的墨水。只需用絕緣膠帶贴在該傳感器中心的位置，打印機会以为墨盒已滿。您可以打印到墨水真的用完。

## 外部連結
- Brother Global site（页面存档备份，存于）
- Brother Sewing Machines Europe Site（页面存档备份，存于）